# Cristeryssamena
Cristeryssamena is een kevergeslacht uit de familie van de boktorren (Cerambycidae). De wetenschappelijke naam van het geslacht werd voor het eerst geldig gepubliceerd in 1963 door Breuning.

## Soorten
Cristeryssamena omvat de volgende soorten:
- Cristeryssamena alterna (Holzschuh, 2003)
- Cristeryssamena besucheti (Breuning, 1971)
- Cristeryssamena cristipennis (Breuning, 1963)